# Saccoloma plumieri
Saccoloma plumieri là một loài thực vật có mạch trong họ Dennstaedtiaceae. Loài này được (Hook.) H. Christ miêu tả khoa học đầu tiên năm 1897.